# 任邦哲
任邦哲（1909年—2001年），男，湖南湘阴人，中国生物化学家，曾任中国生物化学会常务理事、名誉理事。